# Марин Санудо Млађи
Марин Санудо (22. мај 1466, Венеција — 4. април 1536, Венеција) знан и на италијанизованом, као Марино Сануто Млађи (итал. Marino Sanuto il giovane) познати је историчар из Млетачке републике, са краја XV и почетка XVI вијека. 
По завршетку студија, посветио се истраживању историје свог родног града. Пише дјело о најстаријој историји Венеције и описује живот млетачких дуждева. Од 1498. је члан Великог вијећа, а службени историчар Млетачке републике постаје 1531. године, након чега пише хроничарске записе („Diarii“) у 58 великих свезака (40000 страница текста).

## Маринови подаци за историју Црне Горе
Дјело „Diarii“ тиче се раздобља од 1496. до 1533. године (са извјештајима млетачких посланика са европских дворова и њихових провидура из Далмације и Боке). Обухвата и ствари значајне за историју Црне Горе, с краја XV и почетка XVI вијека. Ради се о драгоцјеним подацима о Ђурђу Црнојевићу и његовој породици (који су се, 1496. године налазили у Венецији, након напуштања Црне Горе услед притиска Османлија). Оставио је списе о дјелатности Ђурђа: његовом настојању да уз помоћ Млетачке републике, папе и француског краља Шарла VIII од Валоа (1470 - 1498) поврати власт у Црној Гори. Саопштио је податке о односима: Млетака и Црногораца, политичким и економским дешавањима у Доњој Зети (црногорском Приморју) односима Венеције и Отоманског царства, на подручју Црне Горе. Писао је о Скендер-бегу Станку Бушатлији (Станку Црнојевићу), последњим данима Ђурђа Црнојевића и о његовим потомцима.